# Verdanus abdominalis
Verdanus abdominalis är en insektsart som först beskrevs av Fabricius 1803.  Verdanus abdominalis ingår i släktet Verdanus, och familjen dvärgstritar. Arten är reproducerande i Sverige.